# À la carte
Der Begriff à la carte (frz. „nach der Karte“) bezeichnet in der Gastronomie die freie Auswahl der Speisen aus der Speisekarte ohne vorgegebene Speisenfolge; die Zusammenstellung kann also individuell erfolgen. Das Gegenteil ist der Begriff „Table d’hôte“.
Für die Küche eines À-la-carte-Restaurants bedeutet das jeweils einen größeren Aufwand und größere Unsicherheiten bei der Planung, da À-la-carte-Gerichte in kleinen Mengen à la minute, also gleichzeitig pünktlich zum Servieren, gar und angerichtet sein müssen und dafür wesentlich mehr Zutaten vorzuhalten sind, als es beispielsweise der Fall ist, wenn man nur wenige unveränderliche Menüs anbietet.
Im übertragenen Sinne bedeutet à la carte, dass ein Klient beispielsweise bei der Planung eines Hauses durch einen Architekten oder bei der Erstellung einer Software durch Informatiker nicht an Vorgaben gebunden ist, sondern nach eigenen Wünschen und Vorstellungen frei wählen kann.